# Pyrrosia tricholepis
Pyrrosia tricholepis là một loài thực vật có mạch trong họ Polypodiaceae. Loài này được (Carr. ex Seemann) Ching miêu tả khoa học đầu tiên năm 1965.